# ميدان الاستقلال (كييف)

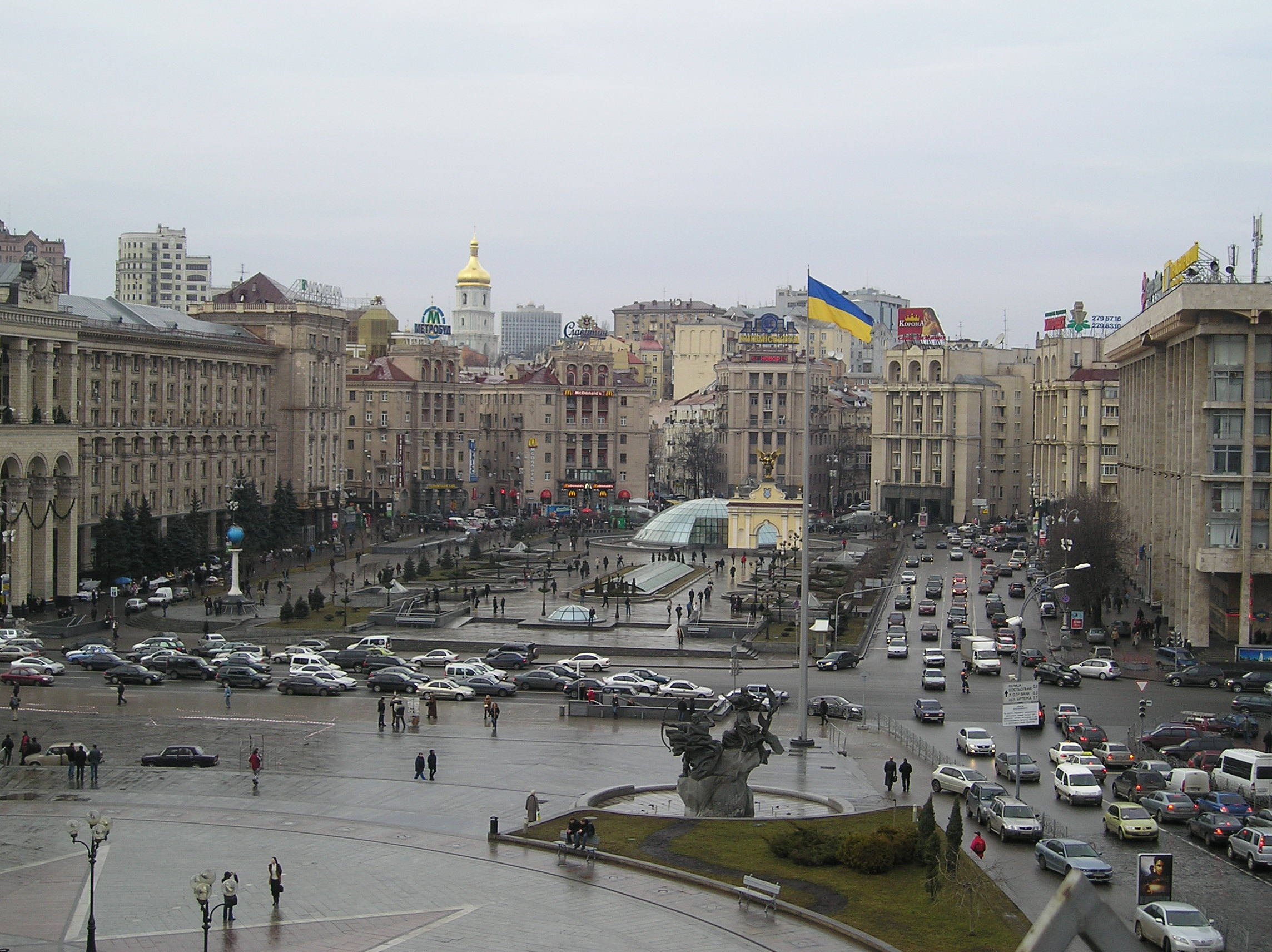
ميدان «نيزاليجنوستي»

ميدان الاستقلال (بالأوكرانية: Майдан Незалежності «ميدان نيزاليجنوستي») أكبر ميادين العاصمة الأوكرانية كييف، وكان ساحة تظاهر واعتصام مرات عديدة جعلت له أهمية سياسية كبيرة في البلاد.

## التاريخ

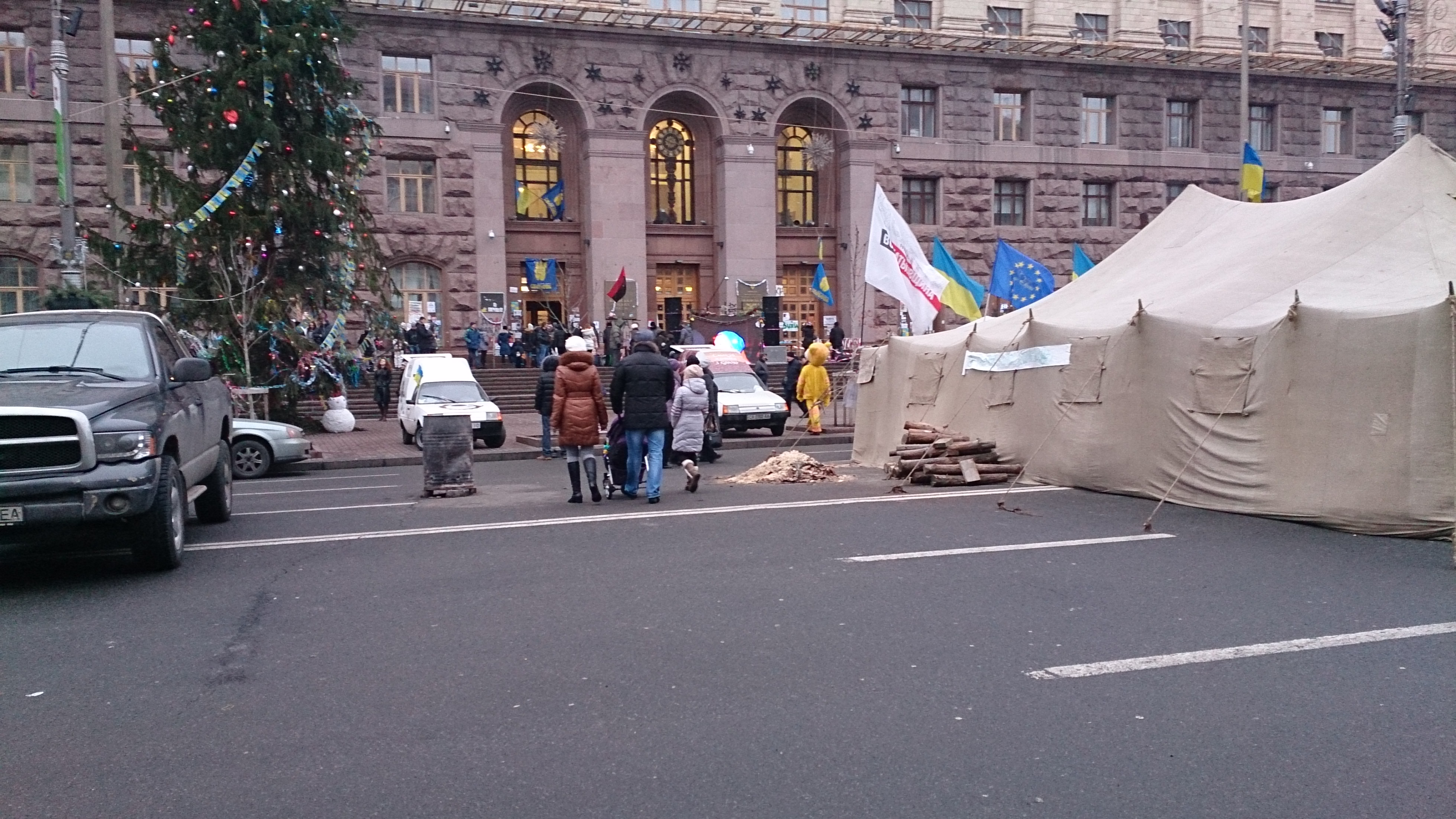
مخيم اعتصام احتجاجات الميدان الأوروبي 2014م